# Єрмак Василь Іванович
Василь Іванович Єрмак (нар. 7 січня 1961, Охтирка, Сумська область, Українська РСР, СРСР) — український футболіст, захисник, тренер охтирського «Нафтовика»: майже 20 сезонів як футболіст, а потім ще з півдесятка як тренер, зіграв понад 500 матчів. Брат футболіста Анатолія Єрмака. Його син Олег також футболіст, виступає за клуб «Тирасполь».

## Життєпис
Народився 7 січня 1961 року. Вихованець місцевого футболу, разом із старшим братом Анатолієм на початку 1980-х років стає постійним гравцем основи «Нафтовика» у складі якого провів 483 матчі, в тому числі у чемпіонатах СРСР (Друга ліга): 245 матчів, забив 9 м'ячів; у чемпіонатах України: 238 матчів, забив 3 м'ячі.
Також у активі Василя 4 матчі у Кубку СРСР, 17 матчів у Кубку УРСР (забив 1 м'яч) та 19 матчів у Кубку України.
Після завершення кар'єри гравця став одним із тренерів ФК «Нафтовика», з 2002 по 2006 роки був головним тренером клубу «Явір» Краснопілля. У 2007 році повернувся до Охтирки та є одним із тренерів ДЮСШ «Нафтовик-Укрнафта».

## Освіта
Закінчив Сумський державний педагогічний університет імені А. С. Макаренка 1994 року, за спеціальністю — вчитель фізичного виховання.

## Досягнення
- Чемпіонат УРСР серед колективів фізкультури
  -  Чемпіон (1): 1985

- Чемпіонат УРСР  (перша зона другої ліги чемпіонату СРСР)
  -  Чемпіон (1): 1991
  -  Срібний призер (1): 1985

- Кубок УРСР
  -  Фіналіст (1): 1990

- Чемпіонат України (перша ліга)
  -  бронзовий призер чемпіонату України серед команд І ліги (1): 1992/93